# استفن دودسن رامسئور
استفن دودسن رامسئور (انگلیسی: Stephen Dodson Ramseur; ۳۱ مهٔ ۱۸۳۷ – ۲۰ اکتبر ۱۸۶۴ (۲۷ سال)) فرد نظامی اهل ایالات متحده آمریکا بود.